# Bertram lekarski
Bertram lekarski, pierściennik lekarski (Anacyclus officinarum Hayne) – gatunek rośliny należący do rodziny astrowatych. Występuje wyłącznie w uprawie. Czasami dziczeje, w Polsce spotykany jest jako efemerofit.

## Morfologia
PokrójRoślina jednoroczna, wysokość do 30 cm.
ŁodygaGruba, dęta.
KwiatyKwiaty rurkowate, żółte z dwiema łatkami. Kwiaty języczkowate białe, spodem fiołkowo nabiegłe.
OwoceBrzeżne, oskrzydlone niełupki.